# Todesengel (Roman)
Todesengel ist ein Roman von Andreas Eschbach, der im September 2013 im Lübbe Verlag erschienen ist. Die Hauptthematik des Buches ist die scheinbar grundlose Jugendgewalt und die Frage nach der Gerechtigkeit von Selbstjustiz.

## Handlung
Der Rentner Erich Sassbeck wird auf dem Weg nach Hause in einer U-Bahn-Station von zwei Jugendlichen angegriffen. Als die Polizei eintrifft, liegen die beiden Jugendlichen erschossen neben ihrem Opfer. Der Rentner behauptet, ein weißer Engel habe ihn beschützt. So gerät er selbst in das Fadenkreuz von Polizei, Justiz und Öffentlichkeit. Nur der Journalist Ingo Praise glaubt an die Richtigkeit der Aussage des Rentners. Der Verdacht, dass es tatsächlich ein überirdisches Wesen gibt, das die Wehrlosen der Stadt beschützt, verhärtet sich, als immer weitere Morde geschehen, die dem Unbekannten zugeordnet werden können.
Der ausgelöste Medienhype um den Beschützer der Stadt verhilft dem Journalisten zu einer eigenen Talkshow. Diese benutzt er als Plattform zur Heroisierung des Rächers und der Selbstjustiz. Dieser Erfolg bringt ihm viele Anhänger, aber auch Gegner, allen voran der Staatsanwalt, der seine journalistische Arbeit immer wieder zu behindern weiß. Auch um sein Leben muss Ingo Praise immer wieder fürchten.
Der Polizei wird ein anonymer Hinweis zugespielt, dass es eine Verbindung zwischen den aktuellen Geschehnissen und einem früheren Fall von Jugendgewalt gibt.

## Hintergrund
Eschbach setzt sich in seinem Roman mit dem immer wieder aktuell werdenden Thema der Gewalttätigkeit von Jugendlichen auseinander. Er kritisiert stark den Umgang der Medien und des Justizapparates mit den Tätern und den Opfern von Gewalttaten und zeigt dem Leser die beiden Seiten der Selbstjustiz.
Der 15 Jahre zurückliegende Fall, der mit zur Aufklärung der Morde führt, hat starke Parallelen mit dem Fall des 2009 getöteten Dominik Brunner.

## Rezension
- Rezension des Focus

## Ausgaben
- Gebundene Ausgabe, Lübbe Verlag, 2013, ISBN 978-3-7857-2481-1
- Hörbuchausgabe (gelesen von Matthias Koeberlin), Lübbe Audio, 2013, ISBN 978-3-7857-4888-6
- Taschenbuchausgabe, Bastei Lübbe, 2015, ISBN 978-3-404-17238-2
- EBookausgabe, Bastei Lübbe, 2013